# Tolypeutinae
Tolypeutinae es una subfamilia de armadillo que pertenece a la familia Dasypodidae. Está conformada de tres géneros existentes, y un género extinto:
- †Kuntinaru[3]
- Cabassous
- Priodontes
- Tolypeutes